# Атлант (хокейний клуб)
Хокейний клуб «Атлант» — хокейний клуб з м. Митищі (Московська обл.), Росія. Заснований у 2005 році. З 2005 по 2008 — «Хімік», з 2008 — «Атлант». Виступає у Континентальній хокейній лізі.
Найбільше досягнення — 2-е місце у чемпіонаті КХЛ 2010—2011 років.
Домашні ігри команда проводить на «Арені «Митищі» (6434 глядачів). Ігрові кольори клубу: жовто-сині.

## Історія клубу
15 липня 2005 заступником голови уряду Московської області було озвучене рішення про перебазування команди «Хімік» з Воскресенська до Митищів. У цей час клуб знаходився під патронатом губернатора Московської області Бориса Громова. Сезон 2005/06 керівництво «Хіміка» планувало розпочати на новій «Арені Митищі», однак через її неповну готовність перші матчі чемпіонату команда змушена була відіграти у Воскресенську. Лише на початку листопада 2005 року ХК «Хімік» остаточно переїхав з Воскресенська у Митищі. 2 квітня 2008 року клуб було отримав сучасну назву — ХК «Атлант». Історію клубу вирішено вести з часів переведення «Хіміка» у Митищі, тобто, починаючи з сезону 2005/06 років. Історію ж «Хіміка» минулих років, незважаючи на право спадкоємності, вирішено залишити новій команді міста Воскресенськ і надалі на неї не претендувати.
У сезоні 2010/11 клуб вперше у своїй історії вийшов до фіналу Кубка Гагаріна, обігравши у шостій грі фіналу ярославський «Локомотив» з рахунком 8-2 у символічну для себе дату — 2 квітня 2011 року. Два тижні потому хокеїсти «Атланта» стали срібними призерами КХЛ, поступившись у фіналі клубу «Салават Юлаєв» з Уфи (рахунок серії 1-4).

## Виступи у КХЛ
І — кількість ігор, В — виграші у основний час, ВО — виграші у овертаймі, ВБ — виграші по буллітам, ПО — поразки у овертаймі, ПБ — поразки по буллітам, П — поразки у основний час, Ш — співвідношення забитих та пропущених голів, О — очки, РС — місце за результатами регулярного сезону
| Сезон     | І   | В   | ВО | ВБ | ПБ | ПО | П   | О   | Ш       | РС | Плей-оф                                               |
| --------- | --- | --- | -- | -- | -- | -- | --- | --- | ------- | -- | ----------------------------------------------------- |
| 2008—2009 | 56  | 35  | 3  | 4  | 2  | 1  | 10  | 78  | 189—111 | 5  | Програли в чвертьфіналі: 1-3 (Металург Мг)            |
| 2009—2010 | 56  | 24  | 4  | 9  | 1  | 2  | 16  | 101 | 173—137 | 6  | Програли в чвертьфіналі конференції: 1:3 (Локомотив)  |
| 2010—2011 | 54  | 21  | 4  | 7  | 4  | 2  | 16  | 91  | 138—115 | 8  | Програли в фіналі Кубка Гагаріна: 1:4 (Салават Юлаєв) |
| 2011—2012 | 54  | 20  | 4  | 7  | 4  | 0  | 19  | 86  | 130—134 | 9  | Програли в півфіналі конференції: 2:4 (СКА)           |
| 2012—2013 | 52  | 19  | 1  | 3  | 4  | 4  | 21  | 73  | 137—141 | 16 | Програли в чвертьфіналі конференції: 1:4 (СКА)        |
| 2013—2014 | 54  | 19  | 1  | 7  | 3  | 2  | 22  | 78  | 123—120 | 17 | В плей-оф не грали                                    |
| Всього    | 326 | 138 | 17 | 37 | 18 | 11 | 105 | 551 | 890—758 |    |                                                       |

## Досягнення
- Срібний призер чемпіонату КХЛ (2011)

Найбільше досягнення — 2-е місце у чемпіонаті КХЛ 2010—2011 років. Срібні медалі та відзнаки Губернатора Московської області вручено команді на урочистому вечорі 21 квітня у палаці культури в Митіщах.

## Керівництво
- Голова Наглядової ради — Зингаревич Антон Борисович
- Президент — Каменський Валерій Вікторович
- Генеральний менеджер — Жамнов Олексій Юрійович
- Генеральний директор — Веревко Андрій Євгенович
- Заступник генерального менеджера — Хворих Дмитро Михайлович
- Спортивний директор — Ні-Лі Павло Геннадійович

## Тренери команди
Тренували команду:
- Мілош Ржига (2005—06)
- Петро Воробйов (2006—2007)
- Сергій Борисов (2007, в. о.)
- Євген Попіхін (2007)
- Федір Канарейкін (2008—2009)
- Микола Борщевський (2009—2010)
- В'ячеслав Уваєв (2010, в. о.)
- Мілош Ржига (2010—2011)
- Бенгт-Оке Густафссон (2011)
- Янне Карлссон (2011—2012)
- Олександр Смирнов (2012, в. о.)
- Сергій Свєтлов (2012—2013)
- Олексій Кудашов (з 2013)

## Відомі гравці
Найсильніші гравці команди різних років:
- воротарі — Костянтин Барулін;
- захисники — Дмитро Биков, Янне Ніскала, Андрій Зубарев, Юнас Фрегрен;
- нападник — Сергій Мозякін, Олексій Кудашов, Микола Жердєв, Ян Буліс.

## Арена

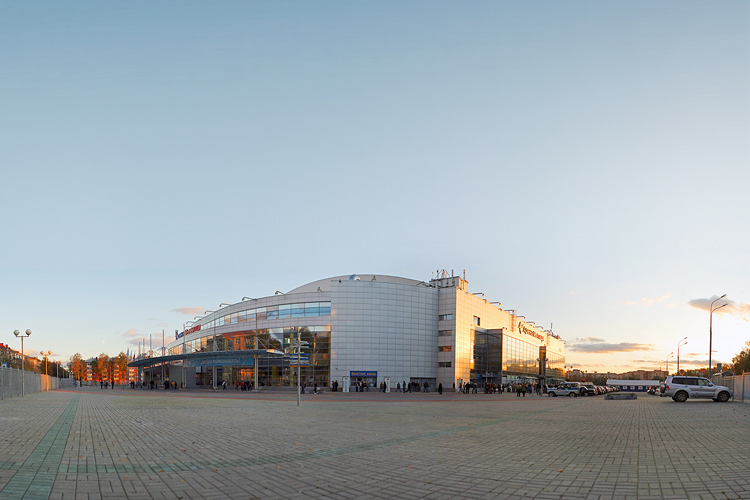
«Арена Митищі»

Клуб базується в Митищах, і з осені 2005 року проводить домашні матчі на багатофункціональній «Арені Митищі». Місткість на хокейних матчах — 6000 осіб.
Урочисте відкриття «Арени Митищі» відбулося 15 жовтня 2005 року. Універсальний культурно-спортивний оздоровчий комплекс відповідає всім міжнародним вимогам. Основа комплексу — Льодовий палац із двома ковзанками. Палац на головній ковзанці має місткість 6000 глядачів на спортивні змагання, і близько 9000 на концерти. Трибуни тренувальної ковзанки розраховані на 350 осіб. Також в комплексі розташовані бари, кафе, ресторан і бенкетні зали, 26 VIP лож, зала гральних автоматів, дитяча кімната, магазини.
Комплекс «Арена Митищі» побудований за оригінальним проектом, розробленим фінською фірмою «Skanska», світовим лідером у будівництві спортивних об'єктів із льодовими аренами. Будівництво велося за підтримки Уряду Московської області та Адміністрації Митищінського району. Замовником-забудовником при будівництві виступала компанія «Совінтех», генеральний підрядник — «Балтійська будівельна компанія» («БСК-41»).
- Площа забудови — 15.620 кв.м.
- Загальна площа — 27.630 кв. м.
- Будівельний об'єм — 288.660 куб.м.
- Максимальна висота будівлі — 28 м.

## Символіка
Кольори команди — жовто-сині. Талісман клубу — пес «Алабай».
Новий логотип був представлений 12 липня 2013. Напередодні сезону 2013—2014 ХК «Атлант» провів комплекс заходів щодо зміни бренду. Активна маркетингова стратегія торкнулася логотипу, слогану, візуального оформлення, фірмового написання, кольору ігрової форми. Нові логотипи були розроблені відділом «Атлант Медіа» спільно з агентством «Field Theory Sports Branding Agency» (Велика Британія) під керівництвом дизайнера Фрейзера Девідсона.
В основі нового візуального рішення — асоціація ХК «Атлант» з Майбутнім.
Концепція: «Атлант — гравець Майбутнього». Якщо атланти — жителі міфічної Атлантиди — це високорозвинені люди, котрі володіли унікальними здібностями, то гравці хокейного клубу «Атлант» — це «над»-хокеїсти; гравці Майбутнього.
Слоган: «Створений для перемоги»/«Designed for victory».

Історія символіки ХК «Атлант»
2011—2013
з 2013

## Спонсори
Основні спонсори та акціонери клубу:
- Уряд Московської області.
- Адміністрація Митищінського муніципального району.
- Адміністрація міського поселення Митищі.

Спонсори і партнери:
- Медіапартнер: Телеканал 360
- Інформаційний партнер: агентство спортивних новин «Р-Спорт», «Чемпионат.com»

## Афілійовані клуби
- «Дизель» (Пенза) — Вища хокейна ліга
- «Атланти» (Митищі) — Молодіжна хокейна ліга

## Учасники Матчу зірок КХЛ
- 2009
  - Сергій Мозякін
  - Рей Емері
  - Магнус Йоганссон
  - Еса Пірнес
- 2010
  - Сергій Мозякін
- 2011
  - Сергій Мозякін
  - Костянтин Барулін
- 2012
  - Костянтин Барулін
  - Янне Ніскала
  - Микола Жердєв
- 2013
  - Микола Жердєв
- 2015
  - Меттью Гілрой

## Цікаві факти
- У матчі «Северсталь» — «Атлант» 27 лютого 2011 року Олег Петров у віці 39 років та 10 місяців оформив найбільш «віковий» хет-трик, причому забив три шайби поспіль протягом 3-х хвилин (15-та, 17-та і 18-та)[6]. «Атлант» переміг в гостях з рахунком 8:1
- У матчі «Атлант» — «Локомотив» (Ярославль), що відбувся 2 квітня 2011 року, Олег Петров також зробив хет-трик, вразивши ворота суперника на 11-й, 39-й та 59-й хвилинах матчу. Таким чином він записав на свій рахунок два хет-трики у одному сезоні в розіграшах Кубка Гагаріна.
- Воротаря «Атланта» Костянтина Баруліна було названо найціннішим гравцем плей-офф КХЛ сезону 2010/11[7].